# Pseudaulonium titschacki
Pseudaulonium titschacki là một loài bọ cánh cứng trong họ Zopheridae. Loài này được Heinze miêu tả khoa học năm 1954.